# 禁書一覧
禁書一覧（きんしょいちらん）は、発行・輸入・閲覧・所持が禁止されている本、および過去に禁止されていた本の一覧である。全世界の禁書は数十万冊に上っており、このリストは完全なものとはほど遠いものであることを留意。
さまざまな聖典は、長い歴史の中で何度も発禁もしくは焚書処分を受けてきた。聖書やクルアーンを含むすべての聖典は検閲のため閲覧することができなかったり、一部の都市や国家で発禁処分を受けてきたことがある。中世のヨーロッパでは、ローマ・カトリック教会が禁書目録という、ローマ・カトリックとは意見の異なる書物の目録を1966年まで作り続けた。聖典を基にした本もまた発禁処分を受けることがあり、レフ・トルストイの『神の国は汝らのうちにあり』は、反体制をうたっているとしてロシアでは発禁処分になってしまった。
また、刑事事件を扱う本も検閲に引っかかることがある。『アナーキストクックブック』やHit Man: A Technical Manual for Independent Contractorsといった本の出版社はこれによって人気が落ちてしまった。青年期のAngst（不安・苦悩）や犯罪について書かれた本がしばしば有害図書とみなされるのは、おそらく十代の自殺や犯罪の模倣を恐れてのことであろう。多くの出版物は子供がそのような本で堕落するであろうことを前提として標的にされている。このような恐れがあって、1954年にコミックス倫理規定委員会が創設された。
| 書名 | 発表年      | 著者                                                             | ジャンル           | 禁止理由 |
| --- | ----------- | ---------------------------------------------------------------- | ------------------ | --- |
| Albertine | 1886        | クリスチャン・クローグ                                           | 小説               | 1886年ノルウェーで出版直後に発禁。 |
| 不思議の国のアリス | 1865        | ルイス・キャロル                                                 | 児童小説/冒険      | 1931年、中国の湖南省で擬人化された動物の描写が人間とあまり変わらないとして、発禁処分された。 |
| 西部戦線異状なし | 1929        | エーリヒ・マリア・レマルク                                       | 反戦小説           | 1933年ドイツのナチスでドイツ国防軍の栄誉を失墜させ、侮辱する描写があったとして発禁処分になった。 |
| アメリカン・サイコ | 1991        | ブレット・イーストン・エリス                                     | 小説               | オーストラリアのクイーンズランド州で発売禁止処分。ほかの州では18歳未満への販売ができないことになっている。 |
| Angarey | 1932        | Sajjad Zaheer                                                    | 前衛的短編集       | 1933年イギリス政府により発禁処分。 |
| 動物農場 | 1945        | ジョージ・オーウェル                                             | 政治風刺小説       | 反共的テーマを用いているため、イギリスでの発刊が遅れた。連合国占領下ドイツでも、連合軍に破棄された。また、1946年のユーゴスラビア（当時）と1991年のケニアと2002年のアラブ首長国連邦でも発禁処分を受けた。 |
| 言論・出版の自由 アレオパジティカ | 1644        | ジョン・ミルトン                                                 | エッセイ           | イングランドで政治的な理由のため発禁。 |
| 死の床に横たわりて | 1930        | ウィリアム・フォークナー                                         | 小説               | 1986年アメリカ合衆国ケンタッキー州グレーブス郡で、神や中絶について言及し、"bastard"、"goddam"、"son of a bitch"などの悪態が7節載っているとして高校の英語教材から排除。 |
| 黒馬物語 | 1877        | アンナ・シュウエル                                               | 小説               | 1955年、タイトルに'black'という言葉があったため、南アフリカで発禁処分。 |
| バーガーの娘 | 1979        | ナディン・ゴーディマー                                           | 小説               | 政府の人種政策に対する非批判的描写があったため1979年の南アフリカで発禁処分 |
| 部落地名総鑑 | 1975        | 京極公大（坪田義嗣）ほか                                         | 地名一覧           | 1975年に部落解放同盟から問題視され、日本で発禁処分 |
| 野性の呼び声 | 1903        | ジャック・ロンドン                                               | 小説               | ユーゴスラビアとイタリアで発禁処分。 |
| カンディード或は楽天主義説 | 1759        | ヴォルテール                                                     | ピカレスク小説     | 1930年、わいせつであるとしてアメリカ合衆国の税関に没収された例あり。 |
| ダ・ヴィンチ・コード | 2003        | ダン・ブラウン                                                   | 小説               | キリスト教への攻撃であるとカトリックの指導者が見解を示した後、2004年レバノンで発売禁止になる。2006年インド・ナガランド州で「冒涜的かつ不快な内容」だとして発禁。 |
| La represión nacionalista de Granada en 1936 y la muerte de Federico García Lorca                                                                  | 1971        | Ian Gibson                                                       | 伝記 実録犯罪      | スペイン内戦で銃殺された詩人ガルシア・ロルカの伝記、スペイン・フランコ政権時代は一時発禁処分にされていた。 |
| 天球の回転について | 1543        | ニコラウス・コペルニクス                                         | 天文学書           | 地動説に触れた内容がローマ教皇庁から異端と認定され、1616年から1835年まで禁書指定を受けていた。 |
| 天文対話 | 1632        | ガリレオ・ガリレイ                                               | 天文学書           | 地動説に触れた内容がローマ教皇庁から異端と認定され、1633年から1822年まで禁書指定を受けていた。 |
| ドクトル・ジバゴ | 1957        | ボリス・パステルナーク                                           | 小説               | ボリシェヴィキ党への批判が含まれていたため、ソビエト連邦では1988年まで販売することができなかった。 |
| 大統領閣下 | 1946        | ミゲル・アンヘル・アストゥリアス                                 | 小説               | 反体制作品としてグアテマラにて発禁処分を受けた |
| 穢多族に関する研究 | 1923        | 菊池山哉                                                         | 民俗学研究書       | 「国家政策に相反し、社会の安寧秩序を乱す」とされ内務省から1923年に発禁処分を受けた |
| ファニー・ヒル | 1748 - 1749 | ジョン・クレランド                                               | 小説               | 1821年と1963年にアメリカ合衆国でわいせつさゆえに発禁処分。連邦政府によって禁止された最後の本。参考：ボストンでは禁止、メモワール判決 |
| Federal Mafia: How It Illegally Imposes and Unlawfully Collects Income Taxes                                                                       | 1992        | Irwin Schiff                                                     | ノンフィクション   | アメリカ合衆国で、 著者が26 U.S.C. § 7408に違反したため、ネバダ州の連邦地裁が差し止め。また、本を売った Cynthia NeunとLawrence Cohenに対しても、詐欺の仕方が記された本を売ったとして罰則が科された。 |
| Fra Kristiania-Bohêmen | 1885        | ハンス・イェーゲル                                               | 小説               | 発行直後の1985年、ノルウェーにて発行禁止となる。 |
| Perburuan | 1950        | プラムディヤ・アナンタ・トゥール                                 | 小説               | インドネシアで共産主義過ぎることとまたその他の政治的理由で発禁。 |
| 小さきものたちの神 | 1997        | アルンダティ・ロイ                                               | 小説               | 1996年に執筆。キリスト教徒の女性と地位（カースト）の低い男性の召使とのセックス描写があったため発行禁止のちにインドでは発禁が解かれる。 |
| 怒りの葡萄 | 1939        | ジョン・スタインベック                                           | 小説               | アメリカ合衆国の各地で発禁処分。 舞台の一部となったカリフォルニア州では、同地域の住人を悪し様に描写したため発禁。1953年アイルランドで発禁。1973年トルコで焚書命令に従わなかった11の出版業者が出版・所持・販売した罪で裁判にかけられた。 |
| 収容所群島 | 1973 - 1975 | アレクサンドル・ソルジェニーツィン                               | ノンフィクション   | ソビエト連邦の一般的考え方に反していたため、ソビエト連邦で発禁。 |
| ハックルベリー・フィンの冒険 | 1884        | マーク・トウェイン                                               | 小説               | 1902年アメリカ合衆国の一部図書館で禁止に。「ニガー」という言葉の使用、暴力表現、南部白人の描写方法により発禁処分。 |
| The King Never Smiles | 2006        | Paul M. Handley                                                  | 評伝               | ラーマ9世に対する批判が含まれていたため、タイ王国で発禁処分を受けた。 |
| チャタレイ夫人の恋人 | 1928        | D・H・ローレンス                                                 | 小説               | 1928年から1960年までイギリスで発禁。アメリカ合衆国でわいせつ描写の為出版禁止（ボストンでは禁止）。1929年から1965年オーストラリアで発禁処分に。1964年インドで「わいせつ」だとして発禁。1951年連合国軍占領下の日本でわいせつだとして発禁（チャタレー事件）。 |
| ちびくろサンボ | 1899        | ヘレン・バンナーマン                                             | 児童書             | 日本で、1988年から2005年まで日本の作品へのボイコットにならないようにするため（ "political threats to boycott Japanese cultural exports"「日本の文化輸出のボイコットへの政治的脅威」を避けるため,）に出版することができなかった。ただし挿絵はオリジナルバージョンではなかった。 |
| くじ (書籍) | 1948        | シャーリイ・ジャクスン                                           | 短編               | アパルトヘイト施行時代の南アフリカにて発禁処分。ジャクスンは南アフリカ政府が話の内容を理解していたとみている。 |
| 我が闘争 | 1925 - 1926 | アドルフ・ヒトラー                                               | 政治論             | 1945年ドイツで反ナチス法により発売禁止処分であったが、2016年1月には注釈付きの形で再版される。 |
| Zwierciadło Korony Polskiey vrazy cięzkie y vtrapienia wielkie, ktore ponosi od Zydow wyrażaiące, synom Koronnym na seym walny w roku pańskim 1618 | 1618        | Sebastian Miczyński                                              | 反セムパンフレット | 1618年にこの本が出版された際、クラクフでの反ユダヤ暴動の一因になり、ジグムント3世から発禁処分を受けた。 |
| The Mountain Wreath | 1847        | Petar II Petrović-Njegoš                                         | 詩                 | カルロス・ウェステンドルプにより、 ボスニアでの販売が禁止された。 |
| マンガ金正日入門 | 2003        | 李友情                                                           | 漫画               | 大韓民国で発刊直後に発売禁止処分となる。日本語訳をした李英和は訳者まえがきで太陽政策の一環で北朝鮮を刺激したくなかったのだろうという趣旨のことを述べている。 |
| 裸のランチ | 1959        | ウィリアム・S・バロウズ                                          | 小説               | ボストンの法廷にて1962年にわいせつという理由で発禁処分（ボストンでは禁止）。1966年にマサチューセッツ州最高裁判所で発禁が解かれる。 |
| 1984年 | 1949        | ジョージ・オーウェル                                             | 小説               | 1950年、ソビエト連邦の未来が描かれたとしてヨシフ・スターリンが発禁処分。1960年のキューバ危機の際もアメリカ合衆国とイギリスで発禁処分になりかけた。1990年、ソビエト連邦にて修正版が発売された。2022年にはベラルーシで禁書に指定されている。 |
| Notre ami le roi | 1990        | ジル・ペロー                                                     | ハサン2世評伝      | モロッコ国内にて発禁処分。 この書籍はハサン2世の伝記であり、政治犯が「モロッコ政府が殺人や拷問を行ってきた」と発言する個所もある。 |
| マートブ! 自由を求めて550日 | 1987        | ベティ・マムーディ ウィリアム・ホファー                          | 小説               | イランにて発禁処分。娘とともに、夫の祖国であるイランから逃げてきた女性の手記。イスラーム的慣習に批判的であり、イランの知られていない一般的状況を示したことで、イランで話題となった。 |
| De originibus et usu perpetuo potestatis legislatoriae circa sacra apostolicorum regum Ungariae libellus singularis                                | 1783        | Adam František Kollár                                            | 法政論             | 1514年、この書物にはローマ法王の政治的役割に対する批判のあったため、発売禁止処分を受けた |
| The Peaceful Pill Handbook | 2006        | Philip Nitschke Fiona Stewart                                    | 安楽死マニュアル   | 2007年オーストラリアで出版禁止。2007年6月ニュージーランドでフィルム・文献分類管理局から、不愉快な書籍とみなされたため出版禁止。2008年5月、包装したものを成人にのみ、という条件で検閲対応版の販売が許可された。 |
| رنگیلا رسول | 1924        | Pandit M. A. Chamupati                                           | 宗教書             | 現在インドとパキスタンとバングラデシュで発禁。 |
| 人間の権利 | 1791        | トーマス・ペイン                                                 | 政治書             | イギリスで禁止され、著者はフランス革命支援の疑いで告訴。デカブリストの乱後の帝政ロシアでも発禁処分。 |
| 悪魔の詩 | 1988        | サルマン・ラシュディ                                             | 小説               | パキスタン、サウジアラビア、エジプト、ソマリア、スーダン、マレーシア、カタール、インドネシア、南アフリカ、インド、ベネズエラ、バングラデシュ、1989年シンガポールで発禁。イスラム教批判、ムハンマド・イブン＝アブドゥッラーフを貶めるものだとして、世界中で出版関係者や訳者が襲撃・殺害され、取り扱った書店が燃やされた。参考：悪魔の詩訳者殺人事件 |
| Soft Target: How the Indian Intelligence Service Penetrated Canada                                                                                 | 1989        | Zuhair Kashmeri Brian McAndrew                                   | 調査書             | インドにて発行禁止。 |
| The Song of the Red Ruby | 1956        | Agnar Mykle                                                      | 小説               | 1957年ノルウェー、性的描写の為発行禁止。翌年最高裁判所で発行禁止が解かれる。 |
| スパイキャッチャー | 1987        | ピーター・ライト                                                 | 伝記               | 著者はMI5の関係者で、機密公開の為1985年から88年までイギリスで出版することができなかった 。 |
| 宿毛市家族名簿 | 1980        | KK文泉                                                           | 人名録             | 高知県宿毛市内の8200世帯のうち、5599世帯の家族構成、世帯主と家族の続柄や職業、生年月日、地区別などを載せたコピー製本で、1冊1万5000円。KK文泉が「某教育出版社の統計資料（またはアンケート）づくりの基礎資料とする」「営業行為は一切行わない（または上記目的以外には使わない）」と偽って住民基本台帳を大量に閲覧して作成し、子会社のエリートインフォーメーションを通じて1980年9月頃から宿毛市など高知県内の5市で販売を始め、県下8市で閲覧されていたが、1981年6月22日に宿毛市民の知らせで問題化し、部落解放同盟宿毛市協から「部落人名総鑑」と呼ばれた。宿毛市では15冊が販売されていたが、すべて回収され焼却された。KK文泉は、この事件の直前に京都府綾部市でも住民基本台帳を大量に閲覧し厳重注意を受けていた。この事件を受け、1982年4月1日から県下で「住民基本台帳の閲覧等に関する要綱」が施行されるようになった。 |
| 帝国主義下の台湾 | 1929        | 矢内原忠雄                                                       | 植民政策学専門書   | 日本統治時代の台湾における台湾総督府による移入禁止処分。1929年に東京で発刊された同書を、総督府が安寧秩序を妨害（台湾出版規則第11条するとして、台湾への移入、販売を禁止（同規則12条）した。具体的な禁止理由として、蔡培火による日本による統治批判の文章（先に発禁処分されている）を肯定的に評価・引用したこと、総督府の糖業勧業政策を詳述したこと、総督府の教育政策を批判したことがあげられた。 |
| 北回帰線 | 1934        | ヘンリー・ミラー                                                 | 自伝的小説         | アメリカ合衆国で1930年代から60年代初頭まで禁書。性的にあからさまな描写と俗悪さにより、税関で没収。残りのミラーの作品もアメリカにより禁書。南アフリカでも1980年代後半まで禁書。1986年トルコで発禁。 |
| The Turner Diaries | 1978        | ウィリアム・ルーサー・ピアース                                   | 小説               | ナチスの概念とアメリカ合衆国のナチ党のPierce leadershipを扱ったとされ、ドイツで発禁処分。この本の模倣によると思われる犯罪があったという批判が出た。 |
| 神の国は汝らのうちにあり | 1894        | レフ・トルストイ                                                 | ノンフィクション   | 反体制をうたっているとしてロシアでは発禁処分に。 |
| ユリシーズ | 1918 - 1922 | ジェームズ・ジョイス                                             | 小説               | 1921年アメリカ合衆国でわいせつだとして発禁。United States v. One Book Called Ulyssesで発禁処分を解かれる。イギリスでも1930年代まで発禁。 |
| アンクル・トムの小屋 | 1852        | ハリエット・ビーチャー・ストウ                                   | 小説               | アメリカ合衆国南部とロシア帝国での販売ができなかった。 |
| ベトナムにおける政策決定の歴史、1945年-1968年 | 1971        | ロバート・マクナマラ アメリカ国防総省                            | 政府論             | 軍事機密が記されていたため、リチャード・ニクソン大統領が発行を延ばそうとしていた参考：w:New York Times Co. v. United States |
| Uten en tråd | 1966        | Jens Bjørneboe                                                   | 小説               | 1966年に出版され、わいせつ表現があったためノルウェーで発禁処分を受ける。 |
| 様々な本 |             | 複数                                                             | 複数               | 2003年、キューバで様々な本が焚書処分を受け、図書館司書が逮捕され、刑務所に入れられた。 |
| 国富論 | 1776        | アダム・スミス                                                   | 経済論             | 共産圏で発売禁止処分 。 |
| さびしさの泉 | 1928        | ラドクリフ・ホール                                               | 小説               | 1928年、イギリスにてレズビアン描写の為発禁、1949年復刻 |
| Year 501: The Conquest Continues | 1992        | ノーム・チョムスキー                                             | 政治論             | 2008年8月1日大韓民国で国防部の禁書リストに追加。 |
| 轉法輪 (書籍) | 1955        | 李洪志                                                           | スピリチュアル     | 1996年から始まった中華人民共和国による法輪功弾圧の一環として禁書になる。 |
| 全国部落調査 | 1936        | 中央融和事業協会                                                 | 社会調査報告書     | 2016年4月18日に横浜地方裁判所相模原支部から出版禁止の仮処分決定を言い渡される。 |
| ノーゲーム・ノーライフ（1、2、9巻） | 2012 -      | 榎宮祐                                                           | 小説               | 2020年オーストラリアで「未成年またはそう見える人物を、理性ある大人が不快に感じるような描きかたをしている」として発禁。 |
| おばけ桃が行く | 1961        | ロアルド・ダール                                                 | 児童書             | アメリカ合衆国フロリダ州の小学校で「麻薬、タバコ、ウィスキーの使用を助長する」という理由で発禁。 |
| レ・ミゼラブル | 1862        | ヴィクトル・ユーゴー                                             | 小説               | 1964年スペインで「家族関係が存在しない」という理由で禁止。 |
| 二十日鼠と人間 | 1937        | ジョン・スタインベック                                           | 小説               | 1990年代アメリカ合衆国フロリダ州で「人種差別的な言葉」、同国ジョージア州で「下品で冒涜的な言葉」があるとして禁止に。1953年アイルランドで発禁。 |
| 蠅の王 | 1954        | ウィリアム・ゴールディング                                       | 小説               | アメリカ合衆国ネブラスカ州で「人間は動物に過ぎないということを暗に示していて不快」として発禁。 |
| The Lorax | 1971        | ドクター・スース                                                 | 児童書             | アメリカ合衆国カリフォルニア州レイトンビル学区で「林業を犯罪視している」として禁止。 |
| 草の葉 | 1855        | ウォルト・ホイットマン                                           | 詩集               | 1881年アメリカ合衆国マサチューセッツ州ボストンで「卑猥な言葉」があるとして発禁（ボストンでは禁止）。 |
| 殺人容疑 | 1994        | デイヴィッド・グターソン                                         | 小説               | 舞台となったアメリカ合衆国ワシントン州の複数の高校で「性的描写」「不快な言葉づかい」があるとして発禁。 |
| ロリータ | 1955        | ウラジーミル・ナボコフ                                           | 小説               | 1956年から1958年フランスで禁止。1955年から1959年イギリスで発禁。1959年アルゼンチンで発禁。1960年ニュージーランドで発禁。1974年から1982年南アフリカで発禁。1958年カナダ税関の禁書目録に追加、のち解除。 |
| シャーロック・ホームズの冒険 | 1892        | アーサー・コナン・ドイル                                         | 小説               | 1929年ソビエト連邦で禁止。 |
| もう一つの国 | 1962        | ジェイムズ・ボールドウィン                                       | 小説               | 1963年アメリカ合衆国ルイジアナ州ニューオリンズで「わいせつ」だとして発禁。1963年から1966年オーストラリアで輸入禁止。 |
| すばらしい新世界 | 1932        | オルダス・ハクスリー                                             | 小説               | 1932年アイルランドで「反家族」「反宗教」だとして発禁。1932年から1937年オーストラリアで発禁。 |
| 武器よさらば | 1929        | アーネスト・ヘミングウェイ                                       | 小説               | 1929年から1948年までイタリアで「軍隊の名誉を損なう」として発禁。1933年ドイツで発禁。1939年アイルランドで発禁。 |
| 地上より永遠に | 1951        | ジェームズ・ジョーンズ                                           | 小説               | 1950年代アメリカ合衆国ニュージャージー州およびミシガン州で発禁。 |
| ワイルド・スワン | 1991        | ユン・チアン                                                     | 自伝               | 中華人民共和国で発禁。 |
| 地上に匙ひとつ | 1999        | 玄基栄                                                           | 小説               | 2008年8月1日大韓民国で国防部の禁書リストに追加。 |
| Bad Samaritans: The Myth of Free Trade and the Secret History of Capitalism                                                                        | 2007        | ハジュン・チャン                                                 | ノンフィクション   | 2008年8月1日大韓民国で「反政府、反米的なイデオロギーを助長する」として国防部の禁書リストに追加。 |
| 被抑圧者の教育学 | 1968        | パウロ・フレイレ                                                 | 参考書             | アメリカ合衆国アリゾナ州ツーソン学区で禁止。 |
| Përbindëshi | 1965        | イスマイル・カダレ                                               | 小説               | 1965年アルバニア社会主義人民共和国で発禁。 |
| The Red Pasha | 1975        | イスマイル・カダレ                                               | 詩集               | 1975年アルバニア社会主義人民共和国で発禁。 |
| 夢宮殿 | 1981        | イスマイル・カダレ                                               | 小説               | 1981年アルバニア社会主義人民共和国で発禁。 |
| 永遠のアンバー (小説) | 1944        | キャスリーン・ウィンザー                                         | 小説               | アメリカ合衆国14の州で発禁（ボストンでは禁止）。1945年から1958年オーストラリアで輸入禁止。オーストラリアのリチャード・キーン上院議員は「全能の神は、あのようなゴミを読む目を与えていない」と公言。 |
| エルマー・ガントリー (小説) | 1927        | シンクレア・ルイス                                               | 小説               | アメリカ合衆国マサチューセッツ州ボストン（ボストンでは禁止）、ミズーリ州カンザスシティおよびニュージャージー州カムデンで発禁。 |
| デカメロン | 1348        | ジョヴァンニ・ボッカッチョ                                       | 小説               | アメリカ合衆国郵政省が郵送禁止（コムストック法）。1926年日本で「風俗壊乱」を理由に発禁。 |
| カンタベリー物語 | 1387        | ジェフリー・チョーサー                                           | 小説               | アメリカ合衆国郵政省が郵送禁止（コムストック法）。 |
| アナーキストクックブック | 1971        | ウィリアム・パウエル                                             | ハウツー本         | イギリスでテロリストに有用であるとして禁書に指定されている。 |
| Kill or Get Killed | 1976        | Rex Applegate                                                    | ハウツー本         | イギリスでテロリストに有用であるとして禁書に指定されている。 |
| Put'em Down, Take 'em Out: Knife Fighting Techniques From Folsom Prison                                                                            | 1988        | Don Pentecost                                                    | ハウツー本         | イギリスでテロリストに有用であるとして禁書に指定されている。 |
| 青い夕闇 | 1965        | ジョン・マクガハン                                               | 小説               | アイルランドでわいせつだとして発禁処分となり、著者のマクガハンは小学校教師をクビになった。1972年に解除。 |
| Borstal Boy | 1958        | ブレンダン・ビーハン                                             | 自伝的小説         | 1958年から1965年オーストラリア、1958年アイルランド、ニュージーランドで発禁。 |
| Hit Man: A Technical Manual for Independent Contractors                                                                                            | 1983        | Rex Feral                                                        | ハウツー本         | 1997年11月アメリカ合衆国で言論の自由の対象ではないと認定され、出版社は犯罪幇助の罪に問われることとなり、事実上の発禁。 |
| 劉志丹 | 1962        | 李建彤                                                           | 小説               | 1962年中華人民共和国で中国共産党を攻撃する文書であるとされ発禁（反党小説劉志丹事件）。 |
| 毛沢東の私生活 | 1994        | 李志綏                                                           | ノンフィクション   | 中華人民共和国で発禁。 |
| ごきぶり大王 | 1923        | コルネイ・チュコフスキー                                         | 児童書             | ロシアで発禁。 |
| トレインスポッティング (小説) | 1992        | アーヴィン・ウェルシュ                                           | 小説               | ロシアで発禁。 |
| Верховный пилотаж | 2002        | Баян Ширянов                                                     | 小説               | ロシアで発禁。 |
| モル・フランダーズ | 1722        | ダニエル・デフォー                                               | 小説               | アメリカ合衆国郵政省が郵送禁止（コムストック法）。 |
| 賃金、価格、利潤 | 1865        | カール・マルクス                                                 | ノンフィクション   | シンガポールで発禁。 |
| 一歩前進、二歩後退 | 1904        | ウラジーミル・レーニン                                           | ノンフィクション   | シンガポールで発禁。 |
| 無政府主義か社会主義か | 1906 - 1907 | ヨシフ・スターリン                                               | ノンフィクション   | シンガポールで発禁。 |
| マルクス主義の根本問題 | 1908        | ゲオルギー・プレハーノフ                                         | 小冊子             | シンガポールで発禁。 |
| Operation Dark Heart: Spycraft and Special Ops on the Frontlines of Afghanistan and the Path to Victory                                            | 2010        | Anthony Shaffer                                                  | ノンフィクション   | 2010年アメリカ合衆国国防総省が、機密情報漏洩を防ぐという名目ですべて買い取った。 |
| Snorre Sel | 1941        | Frithjof Sælen                                                   | 児童書             | ソビエト連邦とナチス・ドイツを風刺する内容で、ナチス・ドイツ占領下のノルウェーで発禁になった。 |
| エミール | 1762        | ジャン＝ジャック・ルソー                                         | 論文               | 1762年フランス・パリとスイス・ジュネーブで禁止・焚書。 |
| ソドム百二十日あるいは淫蕩学校 | 1785        | マルキ・ド・サド                                                 | 小説               | 1957年オーストラリアで発禁。 |
| Les Cent Contes drolatiques | 1832 - 1837 | オノレ・ド・バルザック                                           | Conte              | 1901年から1923年オーストラリアで発禁。 |
| Ecstasy and Me | 1966        | ヘディ・ラマー Leo Guild Cy Rice                                 | 自伝               | 1967年から1973年オーストラリアで発禁。 |
| 世界は女房持ちでいっぱいだ | 1968        | ジャッキー・コリンズ                                             | 小説               | 1968年オーストラリアで発禁。 |
| ザ・スタッド | 1969        | ジャッキー・コリンズ                                             | 小説               | 1969年オーストラリアで発禁。 |
| Lajja | 1993        | タスリマ・ナスリン                                               | 小説               | バングラデシュで発禁。 |
| Amar Meyebela | 1997        | タスリマ・ナスリン                                               | 自伝               | 1999年バングラデシュで発禁。 |
| Uitgeverij Guggenheimer | 1999        | Herman Brusselmans                                               | 小説               | 1999年ベルギーで、ファッションデザイナーのアン・ドゥムルメステールを侮辱しているとして発禁。 |
| 戒厳令下チリ潜入記 | 1986        | ガブリエル・ガルシア＝マルケス                                   | ノンフィクション   | チリで発禁・焚書。 |
| Walimah li A'ashab al-Bahr | 1983        | Ḥaidar Ḥaidar                                                    | 小説               | エジプトで「公序良俗に反する」として発禁。 |
| Un día en la vida | 1980        | Manlio Argueta                                                   | 小説               | 1980年エスサルバドルで発禁。 |
| 武器なき勝利 | 1963        | バートランド・ラッセル                                           | ノンフィクション   | インドで「インドが敗北した1962年の中印国境紛争を扱っている」として発禁。 |
| インド・闇の領域 | 1964        | V・S・ナイポール                                                 | ノンフィクション   | インドで「インドとその国民を否定的に描いている」として発禁。 |
| フィフティ・シェイズ三部作 | 2011 - 2012 | E・L・ジェイムズ                                                 | 小説               | 2015年マレーシアで発禁。 |
| KoKoNoToKoRo | 2017        | 石恵                                                             | 漫画               | 2018年ニュージーランドで「子供を性的に扱うことを奨励している」として禁止。 |
| はなのすきなうし | 1936        | マンロー・リーフ                                                 | 児童書             | フランコ体制下のスペインで発禁。 |
| セクシュアル・レボリューション | 1936        | ヴィルヘルム・ライヒ                                             | ノンフィクション   | 1956年アメリカ合衆国で虚偽の治療法が書かれているとして発禁、のち裁判所からの命令を無視したため焚書。 |
| ジュリエット物語あるいは悪徳の栄え | 1797        | マルキ・ド・サド                                                 | 小説               | 1959年日本でわいせつだとして発禁（悪徳の栄え事件）。 |
| 四畳半襖の下張 |             | 金阜山人                                                         | 小説               | 1959年日本でわいせつだとして発禁（四畳半襖の下張事件）。 |
| 趙紫陽 中国共産党への遺言と「軟禁」15年余 | 2007        | 宗鳳鳴                                                           | ノンフィクション   | 中華人民共和国で発禁。 |
| 第二の性 | 1949        | シモーヌ・ド・ボーヴォワール                                     | ノンフィクション   | スペイン、ソビエト連邦、バチカンで発禁。 |
| ハリー・ポッターシリーズ | 1997        | J・K・ローリング                                                 | 小説               | 2007年アラブ首長国連邦で「イスラムの価値観に反する」として私立学校で禁止。アメリカ合衆国において、2000年から2009年の間に公共図書館や学校図書館から最も排除しようと試みられた本。 |
| タンタンタンゴはパパふたり | 2005        | ピーター・パーネル ジャスティン・リチャードソン ヘンリー・コール | 児童書             | カナダ・アルバータ州カルガリーカトリック学区で「同性愛者の子育てを扱っている」として蔵書から排除。 |
| 1619プロジェクト | 2019        | Nikole Hannah-Jones ニューヨーク・タイムズ・マガジン             | エッセイ           | 2020年11月アメリカ合衆国のドナルド・トランプ大統領は同書を問題視し、大統領令で1776 Commissionを設置した。2021年7月フロリダ州で、学校の教材に用いることを禁止。 |
| アメリカン・ヘリテージ英語辞典 | 1969        | James Parton                                                     | 辞典               | 1978年アメリカ合衆国ミズーリ州エルドンの図書館で39の「好ましくない」単語が含まれているとして使用禁止。1987年アラスカ州アンカレッジで"bed"、"knocker"、"balls"などのスラングが載っているとして使用禁止。 |
| はみだしインディアンのホントにホントの物語 | 2007        | シャーマン・アレクシー                                           | 小説               | 2011年アメリカ合衆国ミズーリ州ストックトン学区で「乱暴な言葉遣いや性的描写」があるとして禁止。2014年ウェストバージニア州ジェファーソン郡で内容が生々しすぎるとして学校から撤去。2010年から2019年の間に公共図書館や学校図書館から最も排除しようと試みられた本。 |
| 蓮とロボット | 1960        | アーサー・ケストラー                                             | エッセイ           | インドで「マハトマ・ガンディーを否定的に描いている」として発禁。 |
| カントリー・ガール (小説) | 1960        | エドナ・オブライエン                                             | 小説               | アイルランドで発禁。 |
| みどりの瞳 | 1962        | エドナ・オブライエン                                             | 小説               | アイルランドでJohn Charles McQuaid大司教が「とりわけ酷い」と評価したため発禁。 |
| 若きウェルテルの悩み | 1774        | ヨハン・ヴォルフガング・フォン・ゲーテ                           | 小説               | 1775年から1825年ドイツで作品に影響され自殺する者まで現れた（ウェルテル効果）ため禁書に指定。イタリア、デンマークでも禁止。 |
| The Hoax of the Twentieth Century | 1975        | Arthur Butz                                                      | ノンフィクション   | カナダでヘイト文献に分類され輸入禁止。 |
| ソフィーの選択 | 1979        | ウィリアム・スタイロン                                           | 小説               | 1979年南アフリカで発禁。 |
| ジャングル (小説) | 1906        | アプトン・シンクレア                                             | 小説               | 1929年ユーゴスラビアで発禁。1956年ドイツで発禁。1985年大韓民国で発禁。 |
| 裸者と死者 | 1948        | ノーマン・メイラー                                               | 小説               | 1949年カナダ、オーストラリアで発禁。 |
| 走れウサギ | 1960        | ジョン・アップダイク                                             | 小説               | 1962年から1967年アイルランドで「わいせつ」だとして発禁。 |
| Kommunisti sisäministerinä | 1958        | Yrjö Leino                                                       | ノンフィクション   | 1958年フィンランドで、フィンランド化とソビエト連邦からの圧力により発禁・焚書。ソビエト連邦の崩壊後の1991年に出版された。 |
| 実録イメルダ・マルコス フィリピン大統領夫人の知られざる過去                                                                                        | 1969        | カルメン・ナバロ・ペドロサ                                       | 伝記               | 1972年フィリピンで発禁。 |
| The Conjugal Dictatorship of Ferdinand and Imelda Marcos                                                                                           | 1976        | Primitivo Mijares                                                | ノンフィクション   | フィリピンで発禁。 |
| Noir Canada | 2008        | Alain Deneault                                                   | ノンフィクション   | 2011年カナダで、Barrick Goldから名誉毀損で訴えられ出版を断念。ケベック州でスラップ禁止法が制定されるきっかけとなった。 |
| 羊村十二勇士 | 2020        | 香港言語治療師總工會                                             | 児童書             | 2022年香港で「反政府的」だとして発禁。言語聴覚療法の専門家5人が裁判にかけられ有罪判決をうけた。 |
| 石に泳ぐ魚 | 1994        | 柳美里                                                           | 小説               | 2002年日本で、モデルとなった人物のプライバシー権と名誉権を侵害しているとして発禁。のち改訂版が出版された。 |
| ナナ | 1880        | エミール・ゾラ                                                   | 小説               | 1928年日本で「風俗壊乱」を理由に発禁。 |
| 蟹工船 | 1929        | 小林多喜二                                                       | 小説               | 1929年と1933年日本で「安寧秩序の紊乱」を理由に発禁。 |
| ヰタ・セクスアリス | 1909        | 森鴎外                                                           | 小説               | 1909年日本で「風俗壊乱」を理由に発禁。 |
| 花火 | 1942        | 太宰治                                                           | 小説               | 1942年日本で「全般的ニ考察シテ一般家庭人ニ対シ悪影響アルノミナラズ、不快極マルモノト認メラルル」として削除。のち『日の出前』に改題し出版された。 |
| 墓に唾をかけろ | 1946        | ボリス・ヴィアン                                                 | 小説               | 1949年フランスで公序良俗に反するとして発禁。 |
| 蜜室 | 2002        | ビューティ・ヘア                                                 | 漫画               | 2007年日本でわいせつだとして発禁。著者、出版社社長および編集局長が裁判にかけられ有罪判決をうけた（松文館裁判）。 |
| 毛沢東の大飢饉 | 2010        | フランク・ディケーター                                           | ノンフィクション   | 2010年中華人民共和国で発禁。 |
| 走出帝制 从晚清到民国的历史回望 | 2015        | 秦暉                                                             | ノンフィクション   | 2015年中華人民共和国で発禁。 |
| 言論の不自由 香港、そしてグローバル民主主義にいま何が起こっているのか                                                                              | 2020        | 黄之鋒 ジェイソン・Y・ゴー                                       | ノンフィクション   | 香港で図書館から撤去。 |
| Petit Paul | 2018        | バスティアン・ヴィヴェス                                         | 漫画               | 2018年フランスで児童ポルノに当たるとされ、一部書店が取り扱いを中止した。 |
| 資本とイデオロギー | 2019        | トマ・ピケティ                                                   | ノンフィクション   | 2019年中華人民共和国で検閲を拒否して発禁。 |
| 中国影帝温家宝 | 2010        | 余杰                                                             | ノンフィクション   | 中華人民共和国で発禁。 |
| 人民に奉仕する (小説) | 2005        | 閻連科                                                           | 小説               | 2005年中華人民共和国で発禁。 |
| 精神論 | 1758        | クロード＝アドリアン・エルヴェシウス                             | 哲学書             | 1758年フランスで2度の検閲を経て出版されたものの、2週間余りで出版許可取り消し。ローマ教皇クレメンス13世が禁書に指定。 |